# 캡콤
주식회사 캡콤(일본어: 株式会社 カプコン, 영어: CAPCOM CO., LTD.)은 일본에 위치한 비디오 게임 개발사 및 배급사이다. 스트리트 파이터, 록맨, 바이오하자드, 몬스터 헌터 등 수백만 장의 판매량을 기록한 프렌차이즈를 보유하고 있다. 1979년에 설립된 후 북미, 유럽 및 동아시아로 발을 넓힌 다국적 기업으로 성장했다.

## 개요
1979년 5월 30일, 게임 개발사 아이렘을 보유했던 사장 쓰지모토 켄조가 캡콤 사의 전신인 I.R.M 주식회사를 설립하는 것으로 역사가 시작됐다. 양 기업을 동시에 운영하던 쓰지모토 겐조는 1983년 아이렘을 퇴사하고 캡콤에 집중하기 시작했다.
회사명인 캡콤 (CAPCOM)은 당시 유행하였던 퍼스널 컴퓨터에 대항하는 캡슐 컴퓨터 (CAPsule COMputer)의 약칭으로, 회사의 게임 소프트웨어가 놀이를 가득 채운 캡슐이라는 의미와 동시에 사용자들이 재미있게 즐기는 게임 컨텐츠를 불법 복제품, 모조품으로부터 지킬 수 있는 단단한 보안을 만들고 싶다는 생각이 반영된 것이다.
회사의 첫 번째 작품인 《발가스》는 종스크롤 슈팅 게임으로, 설립 1년 후인 1985년 5월 발매하였다. 이후 캡콤은 액션 게임의 강자로서 《마계촌》, 《록맨》, 《파이널 파이트》, 《기동전사 건담 vs. 시리즈》, 《데빌 메이 크라이》, 《귀무자》, 《몬스터 헌터》 등의 걸작을 다수 제작, 비디오 게임 역사에 많은 영향을 주었다.
그 중에서도 오카모토 요시키가 감독하여 1991년 아케이드 게임으로 출시된 《스트리트 파이터 II》는 '《스페이스 인베이더》 이래'로도 불리는 대전형 격투 게임의 전성기를 야기하였다.게임동아 2D격투 게임의 최고봉 '스트리트 파이터', 20년의 역사 이를 계기로 캡콤은 《브레이크아웃》의 아타리 이후로 창업된 아케이드 비데오 게임 회사로서는 유일하게 가장 큰 대기업 제작사가 되었다. 또한 《스위트 홈》, 《바이오하자드》 시리즈 등의 호러 게임으로도 많은 인기를 끌게 되었다.
아케이드 게임 분야에서는 자사가 개발한 시스템 기판 CP 시스템 (CAPCOM PLAY SYSTEM) 시리즈로 많은 명작을 남겼고, CP 시스템 Ⅲ 이후부터는 NAOMI와 같은 다른 회사의 개발 기판으로 전환하여 개발하였다. 《스트리트 파이터 II》의 인기 이후로도 여러 대전형 격투 게임을 제작, 발표하였지만 현재는 이러한 아케이드 게임 장르보다는 가정용 비디오 게임 제작을 주로 하고 있다.
캡콤은 동업을 포함하여 다른 회사와의 공동 기획을 많이 추진하였는데, 이러한 기획으로는 드림 캐스트의 통신 기능을 최대한 활용하기 위해 KDD와 공동으로 실현한 고속 통신 대전, 미국의 코믹 대기업인 마블의 캐릭터를 사용한 《X-MEN》 시리즈 등이 있다. 또, 격투 게임 분야에서 캡콤과 쌍두마차인 SNK의 게임 캐릭터와 자사의 게임 캐릭터로 대전할 수 있는 《CAPCOM VS. SNK》 시리즈, 남코의 각종 게임 캐릭터와 자사의 게임 캐릭터가 대전하는 《NAMCO x CAPCOM》를 제작하기도 하였다.게임동아 남코와 캡콤이 합쳤다. '남코×캡콤' 2006년에는 마이크로소프트와 연계하여 제작한 게임 《데드 라이징》을 출시하였다.
최근에는 캡콤의 개발 팀인 클로버 스튜디오IGN: Clover Studio 와 플래그십 IGN: Flagship (JP) 이 《뷰티풀 죠》 시리즈와 《오오카미》를 포함한 여러 게임을 제작하여 성공을 거두었다.
2002년에는 호러 게임 《바이오하자드》 시리즈를 바탕으로 제작된 영화 《레지던트 이블》이 개봉하였고, 흥행에 힘입어 후속작인 《레지던트 이블 2》가 2004년, 세 번째 작품인 《레지던트 이블 3》가 2007년에 연이어 개봉하여 Box office에서 1위를 차지하였다.
캡콤은 외국 게임 소프트의 유통을 맡기도 하였는데, 《디아블로 II》, 《워크래프트 III》, 《다크 에이지 오브 카멜롯》, 《Grand Theft Auto》 등의 일본 유통을 맡았다.
캡콤은 여러 가지 스폰사를 맡기도 하였다. 1997년까지 일본의 축구 리그인 J 리그의 세레소 오사카의 유니폼 스폰서를 맡았으며, 1990년대 전반에는 캡콤 레이싱 팀으로서 지금의 포뮬러 일본인 F3000에도 출장하였다. 2006년에는 텔레비전 특수 촬영물인 《마법전사 유캔도》의 스폰서가 되어 관련 그림책을 출판하였다.
대한민국에서는 2001년 6월 코코 엔터프라이즈와 합작하여 코코캡콤을 설립하여 유통관리 및 한국시장을 진출했으나 그 후로 실적 저조로 인해 계약해지하여 2005년에 철수하였고, 다음해 일본본사로부터 100% 지분으로 캡콤엔터테인먼트코리아를 재설립하여 다시 한번 한국시장 및 번역, 유통관리를 진행하여 현재까지 운영하고 있다.

## 같이 보기
- 아키라
- 인티 크리에이츠
- 레벨 5 콤셉트